# Уде, Вильгельм
Вильгельм Уде (нем. Wilhelm Uhde; 28 октября 1874, Фридеберг, в настоящее время Стшельце-Краеньске, Польша — 17 августа 1947, Париж) — немецкий писатель, художественный критик и коллекционер еврейского происхождения.

## Биография
Вильгельм Уде изучал юриспруденцию в Мюнхене и Швейцарии, затем в самом начале XX столетия едет в Италию, проживал во Флоренции, где занимался изучением истории искусств. В 1904 году переезжает в Париж. Здесь он открывает ещё неизвестных художественной критике Пабло Пикассо и Жоржа Брака, скупает их полотна и выставляет их в художественной галерее на Монмартре. В 1909 году Пикассо написал портрет Уде.
Был недолго (1908—1910) женат на художнице Соне Терк, которая после развода с Уде вышла замуж за Робера Делоне.
Прославился кроме этого тем, что первым открыл талант Анри Руссо и Камилла Бомбуаза, а также целого ряда других мастеров «наивного искусства». Ему принадлежит первая монография о Руссо (1911).
В 1914 году, с началом Первой мировой войны, коллекция В.Уде была во Франции конфискована, и он уезжает из этой страны. Возвращается лишь в 1924 году.
С приходом в Германии к власти нацистов как еврей был лишён немецкого гражданства. Практически до самой смерти проживал на юге Франции, в том числе и в годы Второй мировой войны. В 1934 году устроил в парижской галерее Пьера первую выставку Бальтюса.

## Творчество
В. Уде оставил после себя несколько книг по теории искусства и по художественным направлениям, появившимся в первой половине XX столетия.

## Книги
- Picasso et la tradition française (1928)
- Fünf primitive Meister: Rousseau, Vivin, Bombois, Bauchant, Seraphine (1947, англ и франц. пер. 1949)
- Wilhelm Uhde: Von Bismarck bis Picasso: Erinnerungen und Bekenntnisse. Römerhof Verlag, Zürich 2010, ISBN 978-3-905894-06-6 (Autobiographie mit einem kommentierenden Essay von Prof. Dr. Bernd Roeck).

## Образ в искусстве
В фильме французского кинорежиссёра Мартена Прово Серафина, посвященном наивной художнице Серафине Луи (2008, 9 номинаций на премию Сезар, см.: ), роль Вильгельма Уде исполнил Ульрих Тукур.